# بهرام مجدزاده
بهرام مجدزاده(۱۲۸۴ کرمان-۱۳۴۸) وکیل و نماینده مجلس در دوره هفدهم مجلس شورای ملی بود.

## خانواده و تحصیلات
مجدزاده فرزند احمد مجدالاسلام کرمانی صاحب و مدیر روزنامه‌های ندای وطن، کشکول، الجمال، محاکمات و از اعضای انجمن باغ میکده بود. او در سال ۱۲۸۴ در کرمان به دنیا آمد و تحصیلات خود را در رشته حقوق قضائی در اولین دوره مدرسه قضائی به ریاست علی‌اکبر داور به پایان برد.

## فعالیتهای سیاسی
بهرام مجدزاده پس از اتمام تحصیلات حقوق به دانشکده افسری نیز رفته و تا درجه ستوانی در ارتش به فعالیت پرداخت. وی سپس به وکالت دادگستری پرداخت و در دوره هفدهم مجلس شورای ملی به از سوی اهالی کرمان به مجلس راه یافت و به عضویت فراکسیون نهضت ملی درآمد. وی در جریان مشخص شدن حدود اختیارات سلطنت سلطنت عضو هیئت ۸ نفر منتخب مجلس و از عوامل تصویب آن مصوبه بود.
پس از کودتای ۲۸ مرداد وی به همراه حسن صدر، حسین شهیدزاده به عنوان وکیل انتخابی دکتر مصدق اعلام می‌شود. که با توجه به دادگاه نظامی این امر مورد پذیرش قرار نگرفت. در برابر این امر مصدق حسین بزرگمهر را به عنوان وکیل تسخیری و مجدزاده را به عنوان وکیل انتخابی اعلام کرد. اگرچه او را به عنوان وکیل انتخابی به دادگاه راه ندادند ولی وی لایحه دفاعی خود را نوشته و در اختیار دکتر مصدق قرار داد.
پس از پایان محاکمه مجدزاده به یکی از املاک خود در زرند تبعید شد. او مسئولیت موقوفه مدرسه خاندانقلی بیگ افشار را تا پایان عمر بر عهده داشت. وی در سن ۶۴ سالگی به اسلحه شکاری خودکشی کرد.